# Paleobiogeografia
Paleobiogeografia – nauka zajmująca się rozmieszczeniem organizmów roślinnych i zwierzęcych na Ziemi w minionych epokach geologicznych.
Istnienie zróżnicowania paleobiogeograficznego na Ziemi jest cechą fanerozoiku. W prekambrze właściwie wszystkie taksony miały rozmieszczenie globalne.